# Рокот
Рокот (індекс ГУКОС — 14 А05 ) — рідинна триступенева ракета-носій легкого класу, спроектована в Центрі імені Хрунічева на базі міжконтинентальної балістичної ракети УР-100Н УТТХ (за договором СНО-1 — РС-18Б , по класифікації МО США і НАТО — SS-19 mod.2 «Stiletto»).
РН дозволяє виводити до 2150 кілограмів корисного навантаження (при використанні РБ «Бріз-КМ») на кругову орбіту висотою 200 км нахиленням 63° з космодрому Плесецьк.
На світовому ринку комерційних запусків маркетингом РН займається спільне підприємство Eurockot Launch Services, учасниками якого є ГКНПЦ імені М. В. Хрунічева (49%) і європейський авіаційний і космічний концерн EADS Astrium (51%).

## Конструкція
Стартова маса ракети-носія «Рокот» становить 107,5 тонн, довжина — 29,15 метра, максимальний діаметр — 2,5 метра (ГО 2,5х2,62).
Система управління розроблена харківським НВО «Електроприлад».
На відміну від іншого, більш пізнього варіанту конвертації РС-18Б в ракету-носій — РН «Стріла» — «Рокот» виконаний за триступеневою схемою з послідовним розташуванням ступенів. Як перші два ступені використовується блок прискорювачів МБР РС-18Б, третій ступінь — розгінний блок «Бриз». Розгінний блок «Бриз-КМ» оснащений рідинним ракетним двигуном багаторазового (до 8 разів) включення, що дозволяє здійснювати виведення космічних апаратів по енергетично оптимальним траєкторіям, а при груповому виведенні розводити супутники на необхідні орбіти. Як паливо використовується несиметричний диметилгідразин (НДМГ, гептил) і азотний тетраоксид (АТ).

## Пуски
Перші три тестових запуски РКН «Рокот» у варіанті 14 А01Р були здійснені на початку 1990-х років із шахтної пускової установки на космодромі «Байконур». Це були суборбітальні пуски 20.11.90 р. і 20.12.91 р. з РБ «Бріз-К» по балістичній траєкторії. 26 грудня 1994 РКН 14 А01Р«Рокот» з РБ «Бріз-К» вперше вивела радіоаматорський супутник «Радіо-РОСТО» (міжнародне позначення:RS-15) на орбіту Землі. Подальші (з травня 2000 р.) комерційні запуски РКН «Рокот» у варіанті 14 А05з РБ «Бріз-КМ» виконуються з переобладнаного майданчика РН «Космос» на космодромі «Плесецьк». На космодромі Вільний маються 5 шахтних пускових установок МБР РС-18. Однак, у зв'язку з закриттям космодрому «Вільний», переобладнуватися для запусків РН вони не будуть.
Перший пуск РКН «Рокот» з Плесецька відбувся 16.05.2000 р. з РБ «Бріз-КМ» і еквівалентами корисного навантаження (ЕКН) SimSat-1 і SimSat-2.
Перша невдача після серії з 9 успішних запусків (з них 6 комерційних) сталася 8 жовтня 2005. При запуску супутника Кріосат, розробленого ЄКА, не відбулося відділення розгінного блоку «Бріз-КМ». В результаті зв'язка з другого ступеня «Рокот» і розгінного блоку упала в Північному Льодовитому океані між Північним полюсом і узбережжям Канадської Арктики. Проблема крилася в нештатній роботі програмного забезпечення системи управління розгінного блоку, яка не сформувала необхідних команд на розділення другого ступеня й космічної головної частини.
Станом на червень 2020 року здійснено 34 пуски «Рокот», в тому числі 10 пусків в інтересах іноземних замовників в рамках спільного підприємства Eurockot і 5 пуски в рамках Федеральної космічної програми РФ. Міноборони Росії для скорочення залежності від імпортних компонентів з 2016 року має намір відмовитися від легких ракет-носіїв «Рокот».

## Рокот-М
У травні 2019 року стало відомо, що Центр Хрунічева планує розробити модифікацію РБ «Бриз-КМ» для РКН «Рокот-2/Рокот-М». Створення розгінного блоку «Бриз-КМ-2» і підготовка виробництва до його виготовлення оцінили в 1,45 мільярда рублів.
Проект оновленої ракети буде називатися "Рокот-М". Технічне проектування "Рокот-М" вже завершено і почався випуск робочої конструкторської документації. Для реалізації проекту "Рокот-М" планується такаж ж кооперація, але розгінний блок "Бриз-КМ" буде оснащений російською системою керування, що розроблена в Науково-виробничому центрі автоматики та приладобудування в Москві. Розробка російської системи керування потребувала 690 мільйонів рублів, створення розгінного блоку "Бриз-КМ-2" і підготовка виробництва до його виготовлення - 1,45 мільярда рублів, модернізація технічного та стартового комплексів на космодромі Плесецьк - 450 мільйонів рублів, підготовка і проведення першого пуску, який очікуся в 2021 році - 750 мільйонів рублів.

## Конкуренти
| Порівняння характеристик РН легкого класу                                                                         | Порівняння характеристик РН легкого класу | Порівняння характеристик РН легкого класу | Порівняння характеристик РН легкого класу | Порівняння характеристик РН легкого класу | Порівняння характеристик РН легкого класу | Порівняння характеристик РН легкого класу | Порівняння характеристик РН легкого класу | Порівняння характеристик РН легкого класу | Порівняння характеристик РН легкого класу | Порівняння характеристик РН легкого класу | Порівняння характеристик РН легкого класу |
| Ракета-носій | Країна                                    | Перший політ                              | кількість запусків в рік (всього)         | Широта СК                                 | Старт. маса, т                            | Маса КН, т                                | Маса КН, т                                | Маса КН, т                                | Успішних. пусків, %                       | Вартість пуску, млн $                     |                                           |
| Ракета-носій | Країна                                    | Перший політ                              | кількість запусків в рік (всього)         | Широта СК                                 | Старт. маса, т                            | НОО¹                                      | ГПО                                       | ССО²                                      | Успішних. пусків, %                       | Вартість пуску, млн $                     |                                           |
| --- | ----------------------------------------- | ----------------------------------------- | ----------------------------------------- | ----------------------------------------- | ----------------------------------------- | ----------------------------------------- | ----------------------------------------- | ----------------------------------------- | ----------------------------------------- | ----------------------------------------- | ----------------------------------------- |
| «Дніпро» | Україна                                   | 21.04.1999                                | 1-3 (17)                                  | 46° / 51°                                 | 211                                       | 3,7                                       |                                           | 2,3                                       | 94%                                       | 30,7                                      |                                           |
| «Рокот» | Росія                                     | 20.11.1990                                | 1-2 (18)                                  | 46° / 62°                                 | 107,5                                     | 2,1                                       |                                           | 1,6                                       | 89%                                       | 22,5 (€15)                                |                                           |
| «Вега» | Європейський Союз                         | 13.02.2012                                | 2(2)                                      | 5°                                        | 137                                       | 2,3                                       |                                           | 1,6                                       | 100% (2 пуски)                            | 42                                        |                                           |
| «Циклон-4М» | Україна                                   | ~2020                                     | 0                                         | 45°                                       | 193                                       | 5,685                                     | 1,6                                       | 3,91                                      |                                           | 23³                                       |                                           |
| «Союз-2.1в» | Росія                                     | 28.02 2013                                | 1                                         | 62°                                       | 160                                       | 2,8                                       |                                           | 1,4⁴                                      | 100% (1 пуск)                             |                                           |                                           |
| «Ангара 1.2» | Росія                                     | 2015                                      | 0                                         | 62°                                       | 171                                       | 3.8                                       |                                           |                                           |                                           |                                           |                                           |
| «Антарес» | США                                       | 21.04.2013                                | 1-2 (6)                                   | 38°                                       | 240                                       | 5,6                                       |                                           | 4,4                                       | 83,3% (6 запусків)                        |                                           |                                           |
| ¹ — висота 300 км, нахил відповідає космодрому; ² — висота 300 км, нахил 98°; ³ — оцінка, 2007; ⁴ — висота 835 км |                                           |                                           |                                           |                                           |                                           |                                           |                                           |                                           |                                           |                                           |                                           |